# Литература Турции
Литература Турции — литературные произведения, созданные на территории Анатолии, часть культуры Турции.

## Ранний период
Диванная литература замыкалась в кругу высшего класса, а ашуго-сазовая литература сохранила черты народного творчества и была свободна от мистических и схоластических идей ислама. Это разделение отразилось в лингвистике государства Сельджукидов и в Османской империи, где главными было два языка: арабский (религиозный и научный язык) и «османский» (официальный и литературный язык), а турецкий язык долгое время оставался народным и разговорным.

### Народная литература
Романтические рассказы хикяйе, сказки и басни о Ходже Насреддине и о животных, пословицы, поговорки, загадки, популярные частушки — мани, песни «тюркюи кошма» (лирические) и «хулы ташлама» (трагические).

### Диванная поэзия
Диванная поэзия Османской империи начала складываться в XIV—XV веках по подобию арабской и персидской литературы и среди первых образцов этой поэзии часто встречаются переводы стихов с персидского языка. Первые диванные поэты Ахмед-и Даи и Кади Бурханеддин были учениками медресе и в основном писали стихи на религиозную тематику. Поэты сочиняли стихи в форме османских четверостиший, имевших силлабическую и силлабо-тоническую метрику, а также в метрике аруз, которую они переняли из арабо-персидской литературы. Кроме того, турки заимствовали поэтические формы: месневи, касыда, газель.
В переходный период диванной поэзии (XV—XVI век) большую поддержку её развитию оказал двор. Кроме стихов появилась проза, написанная такими авторами, как Ахмет-паша, Неджати, Ашикпашазаде и Синан паша. В период расцвета диванной поэзии (XVI—XVIII век) начала формироваться классика на основе местного материала, стали появляться новые течения, такие как «Себк-и Хинди» (индийский стиль), которого придерживались османские писатели и поэты Баки, Юсуф Наби, Ахмед Недим, Кятиб Челеби, Вейси.

### Суфийская литература
Первые произведения староанатолийской литературы (середина XIII — середина XV веков) относились к суфизму. Самым древним произведением считается «Книга судьбы» Ахмеда Факиха. Его ученик, Шейад Хамза, написал поэму «Юсуф и Зелиха». Помимо них, несколько стихов на османском языке оставил персидский поэт Руми. Странствующий дервиш Юнус Эмре был известен своими вдохновенными стихами-гимнами, в которых отразились его оппозиционные взгляды. Первым крупным произведением была поэма-месневи «Книга скитальца» суфия Ашик-паши.

## Национальная литература
Начиная с XVIII века Османы стали активно вовлекаться в западную цивилизацию. Началом развития этого этапа в литературе считают дату издания газеты «Терджуман-ы Ахвал» (1860 год). Она была первым частным и независимым изданием. Эта литература подразделяется на следующие периоды: период конституционных реформ, «сервет-и фюнун», «феср-и ати», национальный период, республиканский и современный периоды.
В период конституционных реформ известным стал писатель Намык Кемаль. Сами Пашазаде Сезаи был одним из основоположников современного турецкого рассказа, первым в турецкой литературе написал роман «Сергюзешт», посвященный теме рабства. 
Начиная с 20-х годов начал формироваться турецкий язык и новая литература турок.

### Сервет-и фюнун
С 1891 по 1944 год в Стамбуле выходил литературный журнал Serveti fünun (Богатство наук), вокруг которого группировались молодые писатели, создавшие «новую литературу» и имевшие западническую ориентацию. Самыми известными писателями были Тевфик Фикрет, Халит Зия Ушаклыгиль, Сулейман Назыф. В журнале выходили критические статьи, эссе, посвящённые историческим личностям, переводы французской классики, новая европейская поэзия, турецкие и османские стихи, написанные верлибром, иллюстрации из различных европейских журналов, турецкий роман «Сентябрь» (Eylül) М. Рауфа и османский роман «Разбитые жизни» (Kırık hayatlar), Х. Зии.

### Феджр-и ати
Образованное 24 февраля 1910 года Fecr-i ati (Грядущая заря) первое литературное общество просуществовало до 1912 года. Задачей общества являлись просветительские цели. В него входили двадцать молодых писателей: Ахмет Хашим, Мехмет Бехчет, Мехмет Фуат Кёпрюлю-заде, Хамдуллах Супхи Танрыёвер и другие.

### Национальный период
Имена основных деятелей национального периода: Омер Сейфеддин, Мехмет Акиф Эрсой, Халиде Эдиб Адывар, Решат Нури Гюнтекин.

### Период республики и современность
Наиболее крупные писатели Турецкой Республики: Решат Нури Гюнтекин, Ака Гюндюз, феминистка Халиде Эдиб Адывар, для которых были свойственны социальный реализм, критическое восприятие действительности, использование национальных мотивов и психологизм персонажей.
Самым ярким поэтом становится Назым Хикмет Ран, отошедший от стихотворной формы «дизе». Однако многие поэты продолжали следовать стилю «хедже», последователями которого были Ахмет Хамди Танпынар, Зия Осман Саба.
В 1940-х годах направление реализма развивали Джеват Шакир Кабаагачлы, Халдун Танер.
С 1950-х годов в литературу приходит тема деревни. Самыми известными произведениями этого направления являются: «Наша деревня» Махмута Макала. Яшар Кемаль в 1955 году издал первый том романа «Тощий Мемед» о жизни долины Чукурова, заложивший основы стиля писателя Кемаля Тахира («Люди с озера», 1955).
Сатирическое направление приобрело заметного представителя в лице Азиза Несина, дважды получившего литературную награду «Золотая пальма» и всемирную известность. Музаффер Изгю и Рыфат Ылгаз, автор комедий «Класс Хабабам», также прославились в данном жанре.
Вследствие значительных перемен в обществе в 1960-х — 1970-х годах социально-политические темы стали наиболее актуальны. Получило развитие направление турецкого литературного модернизма. Писатели Исмет Озель, Севги Сойсал, Четин Алтан, Адалет Агаоглу, Томрис Уяр пытались найти новые литературные формы. Только в 1980 году деполитизация турецкого общества привела к появлению интереса к турецкой и тюркской истории, отразившаяся в произведениях Мустафы Неджати Сепетчиоглу.
Наиболее известным современным писателем Турции является обладатель нобелевской премии Орхан Памук.